# Луций Нераций Марцел
Луций Нераций Марцел (на латински: Lucius Neratius Marcellus) e политик и сенатор на Римската империя през 1 и 2 век.

## Биография
Произлиза от фамилията Нерации от Сепинум в Самниум. Той е вероятно син на Марк Хирий Фронто Нераций Панза (суфектконсул 74 г., управител на Кападокия-Галатия през 78 – 79) и на Ветия, вероятно дъщеря на Марк Ветий Марцел, имрераторски прокуратор. Брат му е юристът Луций Нераций Приск (суфектконсул 87 г.).
През 73/74 г. е приет в сената (praetorios adlectus), служи като военен трибун. През 95 г. става суфектконсул на мястото на император Домициан, заедно с консула Тит Флавий Клеменс. Приятел е на Плиний Млади.
От 101 до 103 г. е управител, легат Augusti pro praetore на Британия. През 129 г. става редовен консул. Член е на колегията квиндецимвири (XVvir sacris faciundis) и през 111/112 г. е проконсул на Африка.
Вероятно е женен за Корелия Хиспула, дъщеря на Квинт Корелий Руф (вероятно консул 78 г.) и вероятно е баща на Луций Корелий Нераций Панза (консул 122 г.).